# Ethel Teare

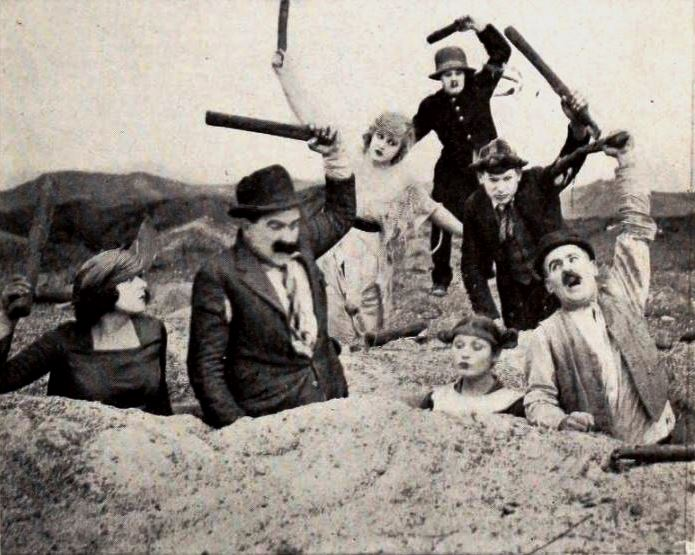
Escena de Her Naughty Wink (1920) con una actriz sin identificar, Edgar Kennedy, Ethel Teare, dos actores desconocidos, y Billy Franey a la derecha

Ethel Teare (11 de enero de 1894 – 4 de marzo de 1959) fue una actriz cinematográfica estadounidense, activa en la época del cine mudo.

## Biografía
Nacida en Phoenix, Arizona, su verdadero nombre era Ethel O. Risso. Debutó como actriz cinematográfica en 1914, actuando en comedias de Mack Sennett en la época de la Primera Guerra Mundial. 
En Desperate Bud, the Plumber, una comedia de Kalem Company, Teare actuó con Charles Dudley en el papel del título. Some Romance, también producida por Kalem, tenía como actriz a Teare y a su mastín inglés. Kalem una de las precursoras de la compañía Universal Pictures en Hollywood, participando en las comedias de la serie Ham and Bud dirigidas por Sennett.
Teare siguió en el cine hasta mediados de los años 1920. Uno de sus últimos papeles tuvo lugar en Antony and Cleopatra (1924), un corto cómico dirigido por Bryan Foy. Otras de sus actuaciones destacadas fueron las que llevó a cabo en Hold Me Tight (1920), Skirts (1921), Please Be Careful (1922), Columbus and Isabella (1924), y A Woman Who Sinned (1924).
La actriz estuvo casada con un ayudante del presidente del Bank of America, y formó parte del Vittoria Colonna Club de San Francisco (California).
Ethel Teare falleció en San Mateo, California, en 1959, tras una larga enfermedad. Tenía 65 años de edad. Fue enterrada en el Cementerio Holy Cross de Colma (California).

## Filmografía
- 1914 : The Widow's Might
- 1914 : Fatty and the Shyster Lawyer
- 1914 : Tough Luck Smith
- 1914 : The Devil and Mrs. Walker
- 1914 : In Dutch
- 1914 : Through the Keyhole
- 1914 : Love, Oil and Grease
- 1915 : Getting Father's Goat
- 1915 : Cornelius and the Wild Man
- 1915 : Mr. Pepperie Temper
- 1915 : You'll Find Out
- 1915 : Flirtatious Lizzie
- 1915 : Ham at the Fair
- 1915 : Nearly a Bride
- 1915 : Romance a la Carte
- 1915 : Double-Crossing Marmaduke
- 1915 : Foiled
- 1915 : Whitewashing William
- 1915 : Adam's Ancestors
- 1915 : Queering Cupid
- 1915 : The Knaves and the Knight
- 1915 : The Hoodoo's Busy Day
- 1915 : A Bargain in Brides
- 1915 : Oh, Doctor!
- 1915 : Only a Country Girl
- 1915 : Minnie the Tiger
- 1915 : Almost a King
- 1915 : The Bandits of Macaroni Mountain
- 1915 : The Caretaker's Dilemma
- 1916 : Phoney Cannibal
- 1916 : The Missing Mummy
- 1916 : Guardian Angels
- 1916 : The Tale of a Coat
- 1916 : Snoop Hounds
- 1916 : Artful Artists
- 1916 : Wurra-Wurra
- 1916 : The Mexican Chickens
- 1916 : Ham Takes a Chance
- 1916 : A Molar Mix-Up
- 1916 : Ham the Diver
- 1916 : Earning His Salt
- 1916 : A Riddle in Rascals
- 1916 : When Hubby Forgot
- 1916 : Gypsy Joe
- 1916 : The Eveless Eden Club
- 1916 : At Bachelor's Roost
- 1916 : The Trailing Tailor
- 1916 : Trapping the Bachelor
- 1916 : Fashion and Fury
- 1916 : Their Taking Ways
- 1916 : Counting Out the Count
- 1916 : Romeo of the Coal Wagon
- 1916 : Midnight at the Old Mill
- 1916 : Ham the Explorer
- 1916 : The Sauerkraut Symphony
- 1916 : The Bogus Booking Agents
- 1916 : Dudes for a Day
- 1916 : The Fatal Violin
- 1916 : The Quest of the Golden Goat
- 1916 : The Jailbirds
- 1916 : The Iceman and the Artist
- 1917 : The Blundering Blacksmiths
- 1917 : A Bathtub Bandit
- 1917 : Ghost Hounds
- 1917 : The Model Janitor
- 1917 : A Flyer in Flapjacks
- 1917 : Whose Baby?
- 1917 : Thirst
- 1917 : Lost: A Cook
- 1917 : Whirlwind of Whiskers
- 1917 : Roping Her Romeo
- 1917 : An International Sneak
- 1918 : Watch Your Neighbor
- 1918 : Those Athletic Girls
- 1919 : Trying to Get Along
- 1919 : Her First Kiss
- 1919 : Wild Waves and Women
- 1919 : Up in Alf's Place
- 1920 : Her Naughty Wink
- 1920 : Monkey Business
- 1920 : Ten Nights Without a Barroom
- 1920 : Hold Me Tight
- 1921 : The Baby
- 1921 : Roaring Lions on Parade
- 1921 : Skirts
- 1921 : The Tomboy
- 1921 : Be Reasonable
- 1922 : Please Be Careful
- 1924 : Picking Peaches
- 1924 : A Woman Who Sinned
- 1924 : Columbus and Isabella
- 1924 : Anthony and Cleopatra